# Elisabeth Wabitsch
Elisabeth Wabitsch, née en 1997 à Graz, est une actrice autrichienne de théâtre et de cinéma. 

## Filmographie
- 2017 : Siebzehn : Paula
- 2018 : The last party of your life : Julia